# Reinhold von Schlippenbach
Christer Reinhold von Schlippenbach, född omkring 1685 i Riga, död 1716, var en svensk militär.
Reinhold von Schlippenbach var son till generallöjtnant Wolmar Anton von Schlippenbach och Helena von Liewen. Han blev officer 1700, kapten vid Schlippenbachs dragonregemente 1701, ryttmästare vid Livländska adelsfanan och major vid Hälsinge tre- och femmänningsinfanteribataljon 1704. von Schlippenbach blev överstelöjtnant vid Södermanlands regemente 1710 och var överste för regementet 1711–1716. Han deltog i slaget vid Errastfer, slaget vid Hummelshof och slaget vid Gemauerthof. Schlippenbach blev fången vid kapitulationen i Tönningen 1713, rymde 1714, och stupade vid belägringen av Fredrikshald.